# Max Scharnigg
Max Scharnigg (* 1980 in München) ist ein deutscher Schriftsteller.

## Leben
Nach seinem Abitur absolvierte Scharnigg eine Journalistenschule und arbeitet seitdem als Journalist und Autor.
Er gehört zur Redaktion von Jetzt und arbeitet als Autor unter anderem für Architectural Digest, Cosmopolitan und das Süddeutsche Zeitung Magazin. Außerdem schreibt er eine Kolumne in der Süddeutschen Zeitung, von der eine Auswahl 2010 als Buch unter dem Titel Das habe ich jetzt akustisch nicht verstanden veröffentlicht wurde.
2011 erschien mit Die Besteigung der Eiger-Nordwand unter einer Treppe sein Romandebüt, das mit dem Literaturstipendium der Stadt München gefördert und mit dem Bayerischen Kunstförderpreis sowie dem Mara-Cassens-Preis ausgezeichnet wurde.
Scharnigg lebt und arbeitet in München.

## Auszeichnungen
- Nachwuchspreis für Reisejournalisten des schweizerischen Kantons Graubünden (1. Platz) 2006
- Münchner Literaturstipendium 2009 für das Werk Die Besteigung der Eiger-Nordwand unter einer Treppe
- Nominierung für den Ingeborg-Bachmann-Preis 2010[2]
- Bayerischer Kunstförderpreis 2011 für den Roman Die Besteigung der Eiger-Nordwand unter einer Treppe
- Mara-Cassens-Preis 2011 für den Roman Die Besteigung der Eiger-Nordwand unter einer Treppe

## Werke
- Hotel Fatal, Erzählungen, Verlag Herder, März 2010, ISBN 978-3-451-30259-6
- Das habe ich jetzt akustisch nicht verstanden, Kurzprosa, S. Fischer Verlag, Oktober 2010, ISBN 978-3-596-18679-2
- Die Besteigung der Eiger-Nordwand unter einer Treppe, Roman, Hoffmann und Campe, Hamburg 2011, ISBN 978-3-455-40313-8
- Vorläufige Chronik des Himmels über Pildau, Roman, Hoffmann und Campe, Hamburg 2013, ISBN 978-3-455-40388-6
- Die Stille vor dem Biss - Angeln, Hoffmann und Campe, Hamburg 2015, ISBN 978-3-455-70008-4
- Der restliche Sommer, Roman, Hoffmann und Campe, Hamburg 2018, ISBN 978-3-455-40494-4